# XXIXe dynastie égyptienne

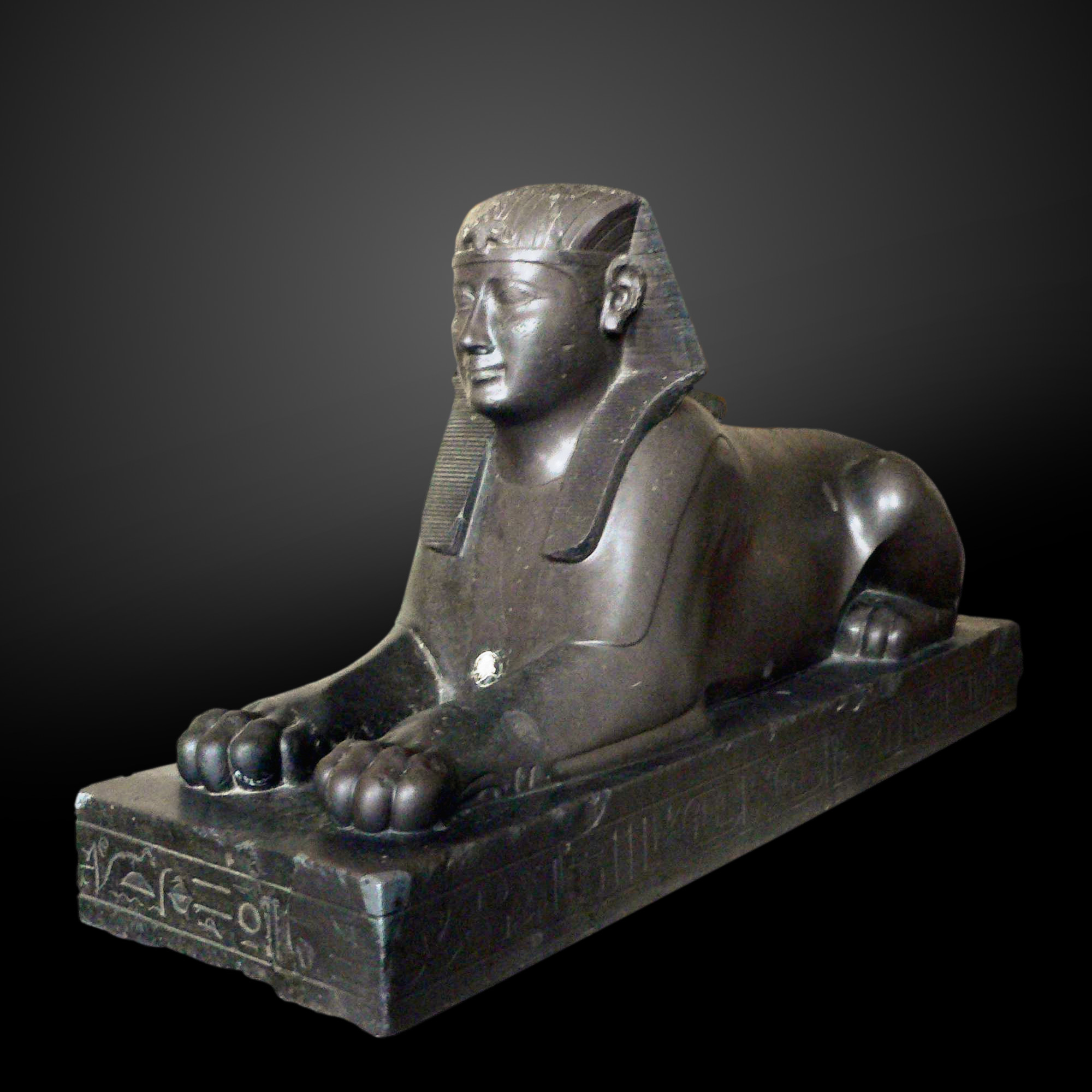
Sphinx au nom du pharaon Achôris, conservé au musée du Louvre, à Paris.

La XXIXe dynastie d'Égypte s'étend des années 399 à 380 avant notre ère, au cours de la Basse époque. Néphéritès Ier en est le fondateur en renversant Amyrtée, seul pharaon de la XXVIIIe dynastie. Après l'exécution de ce dernier à Memphis, il place la capitale de son pouvoir dans sa ville natale Mendès.
À sa mort, deux factions rivales prétendent au pouvoir : l'une défendant son fils Mouthis, l'autre défendant un certain Psammouthis. Ce dernier vainqueur ne règne néanmoins qu'une année. Il est chassé du trône par Achôris. Prétendant comme descendant de Néphéritès Ier, il résiste aux attaques perses, s'allie à Athènes et au roi de Salamine de Chypre Évagoras Ier. Son fils Néphéritès II lui succède mais, incapable de maintenir l'unité du pays, il est renversé par Nectanébo Ier, fondateur de la XXXe dynastie.

## Pharaons de laXXIXedynastie
- Néphéritès Ier, de -399 à -393, éliminateur de son prédécesseur Amyrtée et fondateur de la XXIXe dynastie ;
- Psammouthis (usurpateur), de -393 à -392, vainqueur de Mouthis mais dont le règne ne dure qu'un an ;
- Achôris, de -392 à -380, dont le règne voit l'affrontement avec l'Empire perse des travaux dans les temples ;
- Néphéritès II, en -380, renversé par Nectanébo Ier qui fonde alors la XXXe dynastie.

## Arbre généalogique
N'apparaissent pas Mouthis (dont l'existence est remise en question et assimilé à Achôris) et Psammouthis (usurpateur non dynaste).
|  |  |  |  |  |  |  |  | Néphéritès Ier |  |  |  |  |  |  |  |  |  |  |  |  |  |  |  |  |  |  |  |  |  |  |  |  |  |  |  |  |  |  |  |  |  |  |  |  |  |  |  |  |  |  |  |  |  |  |  |  |  |  |  |  |  |  |  |  |  |  |  |  |  |
|  |  |  |  |  |  |  |  |                |  |  |  |  |  |  |  |  |  |  |  |  |  |  |  |  |  |  |  |  |  |  |  |  |  |  |  |  |  |  |  |  |  |  |  |  |  |  |  |  |  |  |  |  |  |  |  |  |  |  |  |  |  |  |  |  |  |  |  |  |  |
|  |  |  |  |  |  |  |  | Achôris        |  |  |  |  |  |  |  |  |  |  |  |  |  |  |  |  |  |  |  |  |  |  |  |  |  |  |  |  |  |  |  |  |  |  |  |  |  |  |  |  |  |  |  |  |  |  |  |  |  |  |  |  |  |  |  |  |  |  |  |  |  |
|  |  |  |  |  |  |  |  |                |  |  |  |  |  |  |  |  |  |  |  |  |  |  |  |  |  |  |  |  |  |  |  |  |  |  |  |  |  |  |  |  |  |  |  |  |  |  |  |  |  |  |  |  |  |  |  |  |  |  |  |  |  |  |  |  |  |  |  |  |  |
|  |  |  |  |  |  |  |  | Néphéritès II  |  |  |  |  |  |  |  |  |  |  |  |  |  |  |  |  |  |  |  |  |  |  |  |  |  |  |  |  |  |  |  |  |  |  |  |  |  |  |  |  |  |  |  |  |  |  |  |  |  |  |  |  |  |  |  |  |  |  |  |  |  |